# رد پیوند

پس‌زدن پیوند یا رد پیوند (به انگلیسی: rejection) واکنش ایمنی‌شناختی بدن و ناسازگاری به عضو پیوندشده‌است.
در پزشکی برای اجتناب از رد پیوند هنگام پیوند عضو تلاش می‌کنند دهنده عضو فردی باشد که با گیرنده عضو پیوندی بیشترین سازگاری بافتی را داشته باشد و نیز پس از انجام پیوند از داروهای سرکوبگر سیستم ایمنی استفاده می‌کنند.

## افزایش سازگاری
افزایش سازگاری آنتی‌ژن‌های مجموعه سازگاری بافتی اصلی (HLA) بین دهنده و گیرنده پیوند موجب کاهش احتمال رد پیوند می‌شود. از آنجا که این آنتی‌ژن‌ها در جامعه تنوع فراوانی دارند معمولاً بیشترین تطابق HLA را بین بستگان خود بیمار می‌توان یافت.
عدم سازگاری گروه خونی دهنده و گیرنده پیوند معمولاً باعث پس‌زدن فوق‌حاد می‌شود.

## پادگن گلبول سفید انسانی
در بیش‌تر موارد، موفقیت‌آمیز بودن پیوند آلوژنیک تا اندازه‌ای به میزان تطابق آنتی‌ژن‌های HLA عضو یا سلول‌های بنیادی اهداکننده با آنتی‌ژن‌های HLA سلول‌های دریافت‌کننده بستگی دارد. هر چه تعداد آنتی‌ژن‌های HLA بیش‌تر همسان باشد، احتمال اینکه بدن بیمار سلول‌های اهدایی را بپذیرد بیش‌تر خواهد بود. همچنین اگر سلول‌های بیمار و اهداکننده به خوبی با یکدیگر مطابقت داشته باشند، احتمال بروز مشکلی موسوم به بیماری پیوند علیه میزبان (GVHD) کم‌تر می‌شود.

## انواع رد پیوند
- رد پیوند فوق حاد: رد پیوند بسیار سریع اتفاق می‌افتد مانند عدم تطابق گروه خونی. در این نوع وازنش ایمنی هومورال مسئول است.
- رد پیوند حاد: رد پیوند سریع اتفاق می‌افتد. در این نوع وازنش ایمنی سلولی مسئول است.
- رد پیوند مزمن: رد پیوند کند اتفاق می‌افتد. در این نوع وازنش فیبروز عروق خونی عضو پیوندشده روی می‌دهد.